# Atheniella
Atheniella Redhead, Moncalvo, Vilgalys, Desjardin & B.A. Perry (pstrokatka) – rodzaj grzybów należący do rzędu pieczarkowców (Agaricales).

## Systematyka i nazewnictwo
Pozycja w klasyfikacji według Index Fungorum: Mycenaceae, Agaricales, Agaricomycetidae, Agaricomycetes, Agaricomycotina, Basidiomycota, Fungi.
Takson utworzony został przez wyłączenie niektórych gatunków z rodzaju Mycena. W 2025 r. Komisja ds. Polskiego Nazewnictwa Grzybów Polskiego Towarzystwa Mykologicznego zarekomendowała używanie dla niego nazwy pstrokatka. 
Gatunki występujące w Polsce:
- Atheniella adonis (Bull.) Redhead, Moncalvo, Vilgalys, Desjardin & B.A. Perry 2012 – pstrokatka pomarańczowoczerwona
- Atheniella delectabilis (Peck) Lüderitz & H. Lehmann 2018 – tzw. białogrzybówka ługowata
- Atheniella flavoalba (Fr.) Redhead, Moncalvo, Vilgalys, Desjardin & B.A. Perry 2012 – pstrokatka żółtobiała

Nazwy naukowe i wykaz gatunków na podstawie Index Fungorum. Nazwy polskie według Władysława Wojewody.